# Cantón de Saint-Symphorien-d'Ozon
El cantón de Saint-Symphorien-d'Ozon (en francés canton de Saint-Symphorien-d'Ozon) es una circunscripción electoral francesa situada en el departamento de Ródano, de la región de Auvernia-Ródano-Alpes. La cabecera (bureau centralisateur en francés) está en Saint-Symphorien-d'Ozon.

## Historia
Fue creado en 1790, al mismo tiempo que los departamentos. En 1968, en el proceso de reorganización administrativa del entorno de Lyon, fue transferida del departamento de Isère al de Ródano.
Al aplicar el decreto nº 2014-267 del 27 de febrero de 2014 sufrió una redistribución comunal con cambios en los límites territoriales.

## Composición
- Chaponnay
- Communay
- Marennes
- Millery
- Montagny
- Orliénas
- Saint-Symphorien-d'Ozon
- Sérézin-du-Rhône
- Simandres
- Taluyers
- Ternay